# I Konferencja zniewolonych narodów Wschodniej Europy i Azji

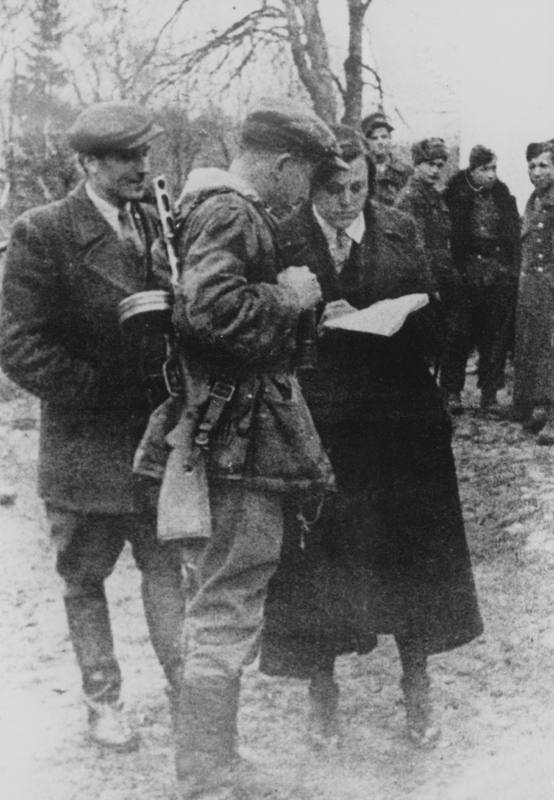
Dmytro Hrycaj i Roman Szuchewycz na konferencji

I Konferencja zniewolonych narodów Wschodniej Europy i Azji (ros. Первая конференция порабощённых народов Востока Европы и Азии trb. Pierwaja konfieriencyja poraboszczonnych narodow Wostoka Jewropy i Azii trl. Pervaâ konferenciâ poraboŝёnnyh narodov Vostoka Evropy i Azii, ukr. Перша Конференція поневолених народів Східної Європи та Азії trb. Persza Konferencija ponewołenych narodiw Schidnoji Jewropy ta Aziji trl. Perša Konferencìâ ponevolenih narodìv Shìdnoï Êvropi ta Azìï) – konspiracyjne zebranie przedstawicieli narodów ZSRR na okupowanej Ukrainie podczas II wojny światowej
W 1943 r. w dowództwie Ukraińskiej Armii Powstańczej (UPA) pojawiła się koncepcja doprowadzenia do zjednoczenia różnych konspiracyjnych niepodległościowych środowisk narodowych z terytorium ZSRR w celu wspólnej walki z reżimem sowieckim. W tym celu w czerwcu tego roku zwrócono się z apelem do przedstawicieli narodów Turkiestanu, Uralu, Powołża, Kaukazu, Syberii i zachodnich części Związku Radzieckiego o nawiązywanie kontaktu z UPA i przechodzenie z bronią w ręku na jej stronę, aby „rozwinąć wspólną walkę z imperialistycznymi drapieżnikami – Moskwą i Berlinem, spierającymi się między sobą, które z nich będzie Was ograbiało”. Dowództwo UPA uważało, że nastąpił najlepszy okres na wywoływanie „rewolucji narodowych”, aby „narody Europy i Azji mogły wygnać imperialistów ze swoich terytoriów i ustanowić niezawisłe państwa narodowe”. W dniach 21-22 listopada we wsi Budieraż w lasach na Rówieńszczyźnie, kontrolowanych przez oddziały partyzanckie UPA, doszło do konferencji, na którą przybyli – oprócz 5 członków UPA – przedstawiciele Gruzinów (6 osób), Azerów (6), Uzbeków (5), Ormian (4), Tatarów (4), Białorusinów (2), Osetyjczyków (2) i po jednym Kazachu, Czerkiesie, Kabardyjczyku, Czuwaszu i Baszkirze. Wszyscy oni występowali pod pseudonimami. Ze strony ukraińskiej konferencję prowadzili: członek Biura Głównego Prowodu Organizacji Ukraińskich Nacjonalistów (OUN-B) Rostysław Wołoszyn, członek Głównego Prowodu OUN Jakow Busieł, referent propagandy Omeljan Łogusz, dowódca oddziałów UPA i działacz OUN-B Dmytro Klaczkiwski oraz działaczka OUN-B Jekateryna Mieszko. Nieoficjalnie przybył też głównodowodzący UPA Roman Szuchewycz. W celu dezinformacji Niemców i Sowietów rozgłoszono nieprawdziwe informacje, jakoby konferencja odbywa się na Żytomierszczyźnie. Uczestnicy konferencji uzgodnili koncepcję powołania antykomunistycznej platformy współpracy różnych narodów zamieszkujących Związek Sowiecki w celu koordynacji działań sił narodowo-rewolucyjnych tych narodów. Na konferencji utworzono Komitet Narodów Zniewolonych, do zadań którego należało tworzenie narodowych armii powstańczych oraz zjednoczenie i organizacja sił narodowo-politycznych na terytoriach ich zamieszkiwania. Po zakończeniu wojny idee konferencji znalazły swoje rozwinięcie w utworzeniu w 1946 r. Antybolszewickiego Bloku Narodów.